# Campionati del mondo di atletica leggera 2015 - 400 metri piani maschili
La gara dei 400 metri piani maschili dei Campionati del mondo di atletica leggera 2015 si è svolta tra il 23 e il 26 agosto.

## Podio
| Pos.    | Atleta            | Nazionalità | Tempo |
| ------- | ----------------- | ----------- | ----- |
| Oro     | Wayde van Niekerk | Sudafrica   | 43"48 |
| Argento | LaShawn Merritt   | Stati Uniti | 43"65 |
| Bronzo  | Kirani James      | Grenada     | 43"78 |

## Situazione pre-gara

### Record
Prima di questa competizione, il record del mondo e il record dei campionati erano i seguenti.
| Record                | Prestazione | Atleta                      | Data                            | Competizione  |
| --------------------- | ----------- | --------------------------- | ------------------------------- | ------------- |
| Record mondiale       | 43"18       | Michael Johnson Stati Uniti | 26 agosto 1999 Siviglia, Spagna | Mondiali 1999 |
| Record dei campionati | 43"18       | Michael Johnson Stati Uniti | 26 agosto 1999 Siviglia, Spagna | Mondiali 1999 |

### Campioni in carica
I campioni in carica, a livello mondiale e olimpico, erano:
| Campionessa | Atleta                      | Prestazione | Data                              | Competizione         |
| ----------- | --------------------------- | ----------- | --------------------------------- | -------------------- |
| Olimpico    | Kirani James Grenada        | 43"94       | 6 agosto 2012 Londra, Regno Unito | Giochi olimpici 2012 |
| Mondiale    | LaShawn Merritt Stati Uniti | 43"74       | 13 agosto 2013 Mosca, Russia      | Mondiali 2013        |

### La stagione
Prima di questa gara, gli atleti con le migliori tre prestazioni dell'anno erano:
| Pos. | Atleta                      | Prestazione | Data                                         |
| ---- | --------------------------- | ----------- | -------------------------------------------- |
| 1    | Isaac Makwala Botswana      | 43"72       | 5 luglio 2015 La Chaux-de-Fonds, Svizzera    |
| 2    | Kirani James Grenada        | 43"95       | 30 maggio 2015 Eugene, Stati Uniti d'America |
| 3    | Wayde van Niekerk Sudafrica | 43"96       | 4 luglio 2015 Paris Saint-Denis, Francia     |

## Risultati

### Qualificazioni
I migliori 3 tempi di ogni batteria (Q) e i successivi migliori 6 tempi (q) si qualificano per le semifinali.
| Pos. | Batteria | Nome                   | Nazionalità       | Tempo | Note                                     |
| ---- | -------- | ---------------------- | ----------------- | ----- | ---------------------------------------- |
| 1    | 2        | Yousef Masrahi         | Arabia Saudita    | 43.93 | Q,                                       |
| 2    | 2        | Rusheen McDonald       | Giamaica          | 43.93 | Q,                                       |
| 3    | 2        | Isaac Makwala          | Botswana          | 44.19 | Q                                        |
| 4    | 6        | Wayde van Niekerk      | Sudafrica         | 44.42 | Q                                        |
| 5    | 1        | David Verburg          | Stati Uniti       | 44.43 | Q                                        |
| 6    | 2        | Martyn Rooney          | Gran Bretagna     | 44.45 | q,                                       |
| 7    | 3        | LaShawn Merritt        | Stati Uniti       | 44.51 | Q                                        |
| 8    | 1        | Machel Cedenio         | Trinidad e Tobago | 44.54 | Q                                        |
| 8    | 6        | Renny Quow             | Trinidad e Tobago | 44.54 | Q,                                       |
| 10   | 4        | Kirani James           | Grenada           | 44.56 | Q                                        |
| 11   | 4        | Luguelín Santos        | Rep. Dominicana   | 44.62 | Q                                        |
| 12   | 6        | Bryshon Nellum         | Stati Uniti       | 44.65 | Q,                                       |
| 13   | 1        | Jonathan Borlée        | Belgio            | 44.67 | Q,                                       |
| 14   | 6        | Chris Brown            | Bahamas           | 44.68 | q                                        |
| 15   | 1        | Peter Matthews         | Giamaica          | 44.69 | q,                                       |
| 16   | 2        | Liemarvin Bonevacia    | Paesi Bassi       | 44.72 | q,                                       |
| 17   | 3        | Javon Francis          | Giamaica          | 44.83 | Q                                        |
| 18   | 4        | Lalonde Gordon         | Trinidad e Tobago | 44.97 | Q                                        |
| 19   | 3        | Kévin Borlée           | Belgio            | 45.01 | Q,                                       |
| 20   | 3        | Michael Mathieu        | Bahamas           | 45.07 | q                                        |
| 21   | 3        | Nery Brenes            | Costa Rica        | 45.08 | q                                        |
| 22   | 2        | Pavel Maslák           | Rep. Ceca         | 45.16 |                                          |
| 23   | 4        | Onkabetse Nkobolo      | Botswana          | 45.17 | Miglior prestazione personale            |
| 24   | 5        | Rabah Yousif           | Gran Bretagna     | 45.24 | Q                                        |
| 25   | 1        | Pavel Ivashko          | Russia            | 45.25 | Miglior prestazione personale            |
| 25   | 6        | Winston George         | Guyana            | 45.25 | Record nazionale                         |
| 27   | 5        | Steven Gardiner        | Bahamas           | 45.26 | Q                                        |
| 28   | 1        | Luka Janežic           | Slovenia          | 45.28 | Record nazionale                         |
| 28   | 1        | Albert Bravo           | Venezuela         | 45.28 |                                          |
| 30   | 4        | Hederson Estefani      | Brasile           | 45.36 | Miglior prestazione personale stagionale |
| 31   | 6        | Hugo de Sousa          | Brasile           | 45.42 | Miglior prestazione personale stagionale |
| 32   | 4        | Jarryd Dunn            | Gran Bretagna     | 45.49 |                                          |
| 33   | 5        | Vernon Norwood         | Stati Uniti       | 45.53 | Q                                        |
| 34   | 5        | Mame-Ibra Anne         | Francia           | 45.55 |                                          |
| 35   | 6        | Gustavo Cuesta         | Rep. Dominicana   | 45.59 |                                          |
| 36   | 5        | Abbas Abubakar Abbas   | Bahrein           | 45.64 |                                          |
| 37   | 3        | Yuzo Kanemaru          | Giappone          | 45.65 |                                          |
| 38   | 3        | Aliaksandr Linnik      | Bielorussia       | 45.79 |                                          |
| 39   | 4        | Vitaliy Butrym         | Ucraina           | 45.88 |                                          |
| 40   | 5        | Alphas Leken Kishoyian | Kenya             | 46.02 |                                          |
| 41   | 1        | Bralon Taplin          | Grenada           | 46.27 |                                          |
| 42   | 3        | Guo Zhongze            | Cina              | 46.42 |                                          |
| 43   | 5        | Mohamed Khouaja        | Libia             | 46.50 | Miglior prestazione personale stagionale |
| 44   | 5        | Berend Koekemoer       | Sudafrica         | 46.52 |                                          |
|      | 2        | Donald Sanford         | Israele           | dns   |                                          |

### Semifinali
I migliori 2 tempi di ogni semifinale (Q) e i successivi due tempi migliori (q) si qualificano per la finale.
| Pos. | Batteria | Nome                | Nazionalità       | Tempo | Note                                     |
| ---- | -------- | ------------------- | ----------------- | ----- | ---------------------------------------- |
| 1    | 2        | Isaac Makwala       | Botswana          | 44.11 | Q                                        |
| 2    | 1        | Kirani James        | Grenada           | 44.16 | Q                                        |
| 3    | 1        | Luguelín Santos     | Rep. Dominicana   | 44.26 | Q,                                       |
| 4    | 3        | Wayde van Niekerk   | Sudafrica         | 44.31 | Q                                        |
| 5    | 3        | LaShawn Merritt     | Stati Uniti       | 44.34 | Q,                                       |
| 6    | 2        | Yousef Masrahi      | Arabia Saudita    | 44.40 | Q                                        |
| 7    | 2        | Rabah Yousif        | Gran Bretagna     | 44.54 | q,                                       |
| 8    | 3        | Machel Cedenio      | Trinidad e Tobago | 44.64 | q                                        |
| 9    | 2        | Lalonde Gordon      | Trinidad e Tobago | 44.70 |                                          |
| 10   | 1        | David Verburg       | Stati Uniti       | 44.71 |                                          |
| 11   | 1        | Kévin Borlée        | Belgio            | 44.74 | Miglior prestazione personale stagionale |
| 12   | 3        | Javon Francis       | Giamaica          | 44.77 |                                          |
| 12   | 2        | Bryshon Nellum      | Stati Uniti       | 44.77 |                                          |
| 14   | 3        | Jonathan Borlée     | Belgio            | 44.85 |                                          |
| 15   | 2        | Rusheen McDonald    | Giamaica          | 44.86 |                                          |
| 16   | 1        | Renny Quow          | Trinidad e Tobago | 44.98 |                                          |
| 16   | 2        | Steven Gardiner     | Bahamas           | 44.98 |                                          |
| 18   | 1        | Vernon Norwood      | Stati Uniti       | 45.07 |                                          |
| 18   | 1        | Chris Brown         | Bahamas           | 45.07 |                                          |
| 20   | 3        | Martyn Rooney       | Gran Bretagna     | 45.29 |                                          |
| 21   | 2        | Nery Brenes         | Costa Rica        | 45.41 |                                          |
| 22   | 1        | Peter Matthews      | Giamaica          | 45.42 |                                          |
| 23   | 3        | Michael Mathieu     | Bahamas           | 45.43 |                                          |
| 24   | 3        | Liemarvin Bonevacia | Paesi Bassi       | 45.65 |                                          |

### Finale
| Pos. | Nome              | Nazionalità       | Tempo | Note                                     |
| ---- | ----------------- | ----------------- | ----- | ---------------------------------------- |
|      | Wayde van Niekerk | Sudafrica         | 43.48 | ,                                        |
|      | LaShawn Merritt   | Stati Uniti       | 43.65 | Miglior prestazione personale            |
|      | Kirani James      | Grenada           | 43.78 | Miglior prestazione personale stagionale |
| 4    | Luguelín Santos   | Rep. Dominicana   | 44.11 | Record nazionale                         |
| 5    | Isaac Makwala     | Botswana          | 44.63 |                                          |
| 6    | Rabah Yousif      | Gran Bretagna     | 44.68 |                                          |
| 7    | Machel Cedenio    | Trinidad e Tobago | 45.06 |                                          |
| 8    | Yousef Masrahi    | Arabia Saudita    | 45.15 |                                          |